# Grind (skateboard)

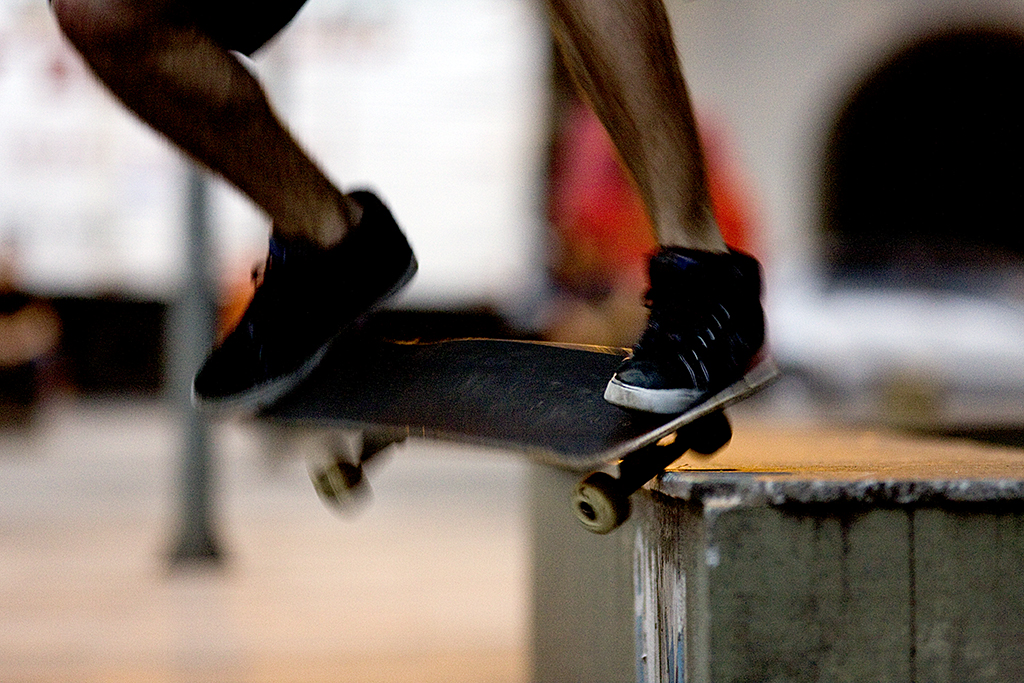
Un crooked grind: lo skater scivola sul bordo del box con il truck anteriore.

Nello sport dello skateboard, i grind costituiscono una categoria di trick in cui lo skateboard, truck compresi, entra in contatto con una superficie per scivolarvi sopra (in gergo "grindare"). I grind si possono eseguire su qualsiasi tipo di oggetto che sia abbastanza sottile da occupare la distanza tra due ruote montate su un carrello, come ad esempio i cordoli dei marciapiedi, sbarre in metallo quali quelle dei corrimani, coping (i tubi metallici in cima alle rampe), funbox (strutture a forma di parallelepipedo con rampe annesse), varie sporgenze etc.

## Storia

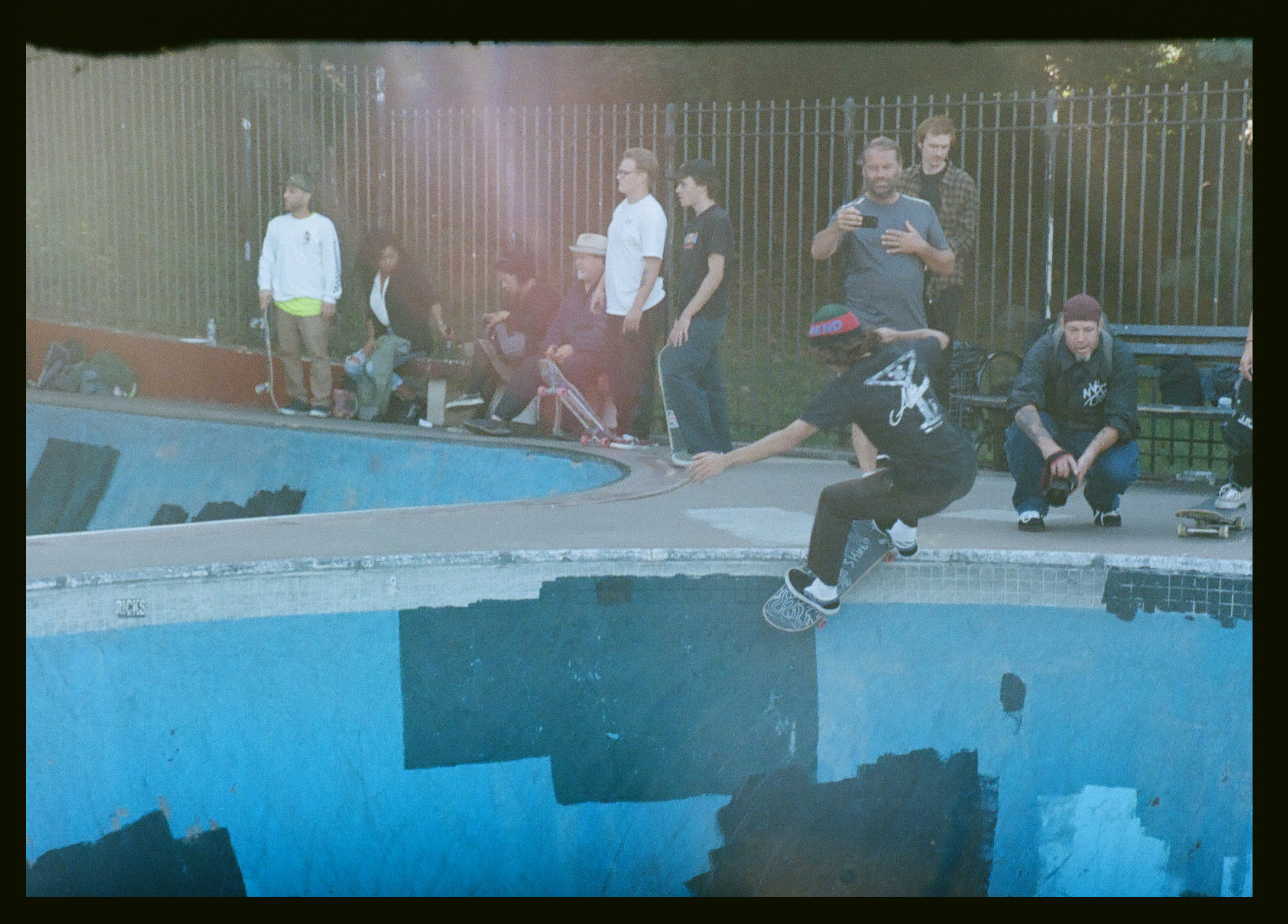
Un grind eseguito sul bordo (coping) di un bowl al Millennium Skatepark di Bay Ridge, Brooklyn, New York (NY).

L'origine dei grind è da rintracciarsi nella pratica dello skateboard degli anni settanta, quando i primi skater si allenavano nelle vasche delle piscine vuote. Prendendo sempre più velocità lungo le pareti di queste strutture, essi riuscirono ben presto a raggiungere il bordo situato in cima. All'epoca gli skateboard utilizzavano i truck dei pattini a rotelle, più limitati in larghezza rispetto alla loro controparte odierna; perciò i primissimi grind erano caratterizzati da durate relativamente limitate. In seguito alla creazione e commercializzazione di truck di dimensioni e materiali pensati appositamente per lo skateboard, nacquero innumerevoli variazioni dei grind, resi possibili sia dalla maggiore manovrabilità che dalla migliore resistenza offerta dal nuovo prodotto. Negli anni novanta la crescente popolarità dello skateboard street portò a un ulteriore sviluppo dei grind che, oggigiorno, vengono eseguiti su una varietà di superfici quali corrimani, i bordi delle panchine, tavoli, hubba (cordoli in cemento inclinati), flatbar (barre in metallo orizzontali) etc.

### Danni alla proprietà
L'atto del grind potrebbe arrecare danni a strutture non create appositamente per lo skateboard, come lo sono invece gli ostacoli presenti in uno skatepark. I truck sono infatti componenti interamente in metallo, il cui materiale entra in diretto contatto con le superfici senza l'ausilio di lubrificanti o cuscinetti. L'attrito prodotto dal grind può rimuovere la vernice dall'acciaio e sgretolare i bordi delle strutture in cemento, pietra, alluminio e legno. Per questo motivo, in numerosi luoghi pubblici, sono state adottate misure preventive pensate per rendere inutilizzabili spot altrimenti ideali per lo skate (cfr. skatestopper). In alcuni casi, il grind viene considerato una forma di vandalismo, ragione per cui in diversi contesti municipali vigono ordinanze e divieti concernenti la pratica dello skateboard.

## Lista digrind
I grind si possono eseguire in backside (BS) o frontside (FS). La differenza tra le due manovre è determinata dalla maniera in cui lo skater si avvicina al bordo o alla ringhiera. Se a questi ultimi rivolge le spalle, il grind risultante è in backside. Se, invece, le spalle sono rivolte all'esterno, si parla di un grind in frontside, poiché lo skater è girato direttamente verso la superficie che vuole grindare.

### 50-50 grind
In un 50-50 grind, entrambi i truck si trovano sul bordo dell'oggetto che si vuole grindare. Questa manovra è l'evoluzione naturale del carving eseguito all'interno dei bowl delle piscine, dove, per pochi secondi, lo skater assume una posizione orizzontale rispetto al fondo della vasca. Lo stesso movimento venne riproposto sempre più in alto, finché non fu portato fino alla cima del bowl, dove si trova il coping. Questo grind veniva eseguito frequentemente dai primi skater professionisti, come Jay Adams, Tony Alva e Stacy Peralta. Il 50-50 si può anche chiamare "axlegrind"; la parola "axle" si riferisce infatti alla componente orizzontale del truck.

### 5-0 grind
In questa manovra il grind viene effettuato solo con il truck posteriore; quello anteriore, invece, rimane sospeso direttamente sopra l'oggetto che viene grindato. La posizione dello skater mentre esegue un 5-0 grind ricorda quella di un manual, anche se nel 5-0 è possibile toccare la superficie dell'ostacolo con il tail; poggiare quest'ultimo a terra in un manual, invece, è generalmente inammissibile.

### Smith grind

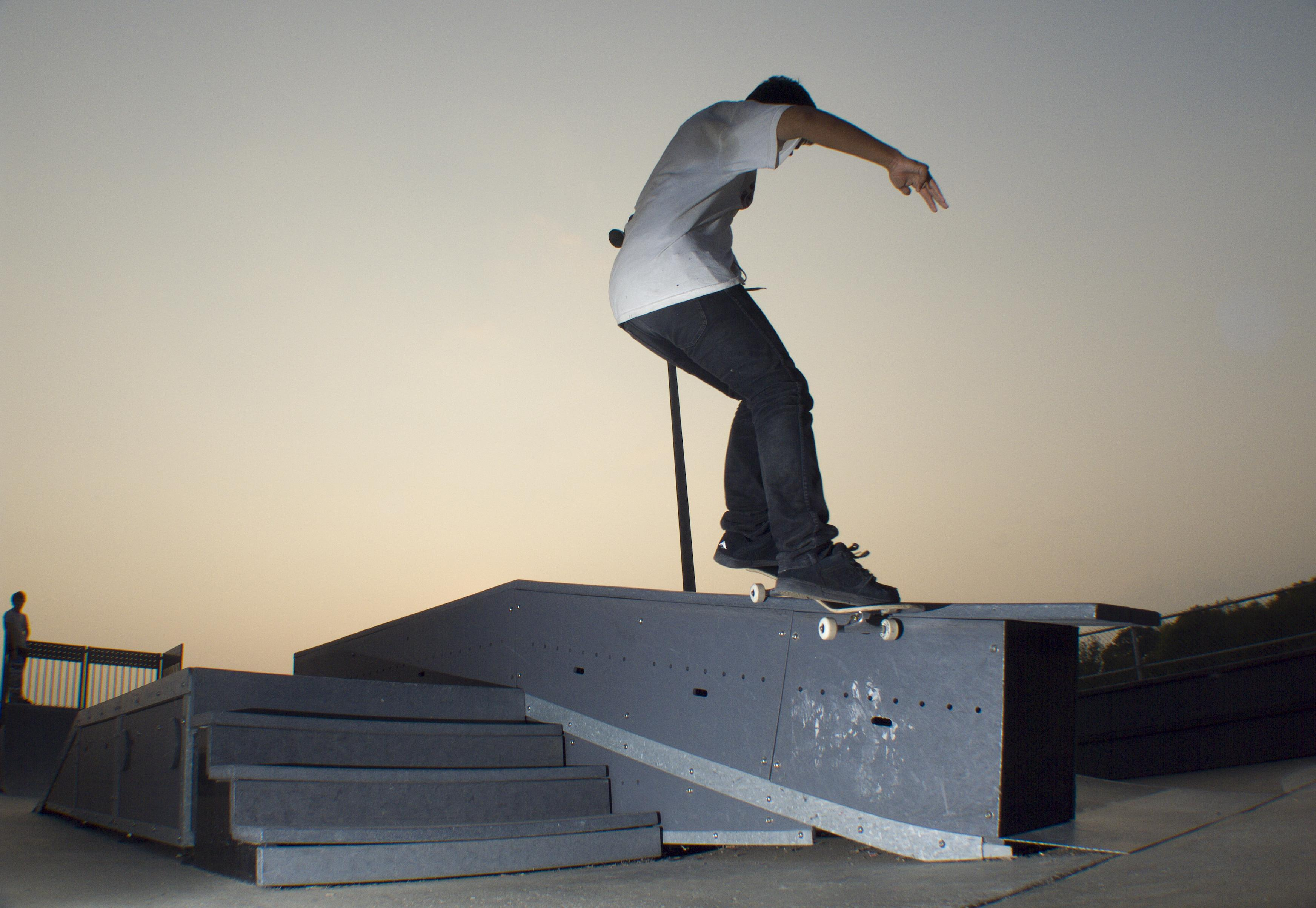
Uno Smith grind, Nashville (TN).

In uno Smith grind è il truck posteriore ad entrare in contatto con l'ostacolo, mentre quello anteriore si trova sospeso di fianco a quest'ultimo, rivolto verso il basso. Lo Smith grind, nella sua versione street (eseguito quindi su ringhiere, bordi sporgenti e hubba), è spesso considerato come il grind basilare più difficile da eseguire.
Questo trick prende il suo nome dalla figura di Mike Smith, che ne eseguiva la versione in frontside a cavallo tra gli anni settanta e ottanta. Inizialmente, però, si trattava di una semplice manovra in cui, una volta raggiunta la cima della rampa, vi si ritorna senza grindare (stall). Il primo Smith grind vero e proprio venne probabilmente eseguito da Allen Losi negli anni ottanta. La versione in backside, inizialmente conosciuta come Monty Grind, fu inventata negli anni ottanta dallo skater floridiano Monty Nolder.

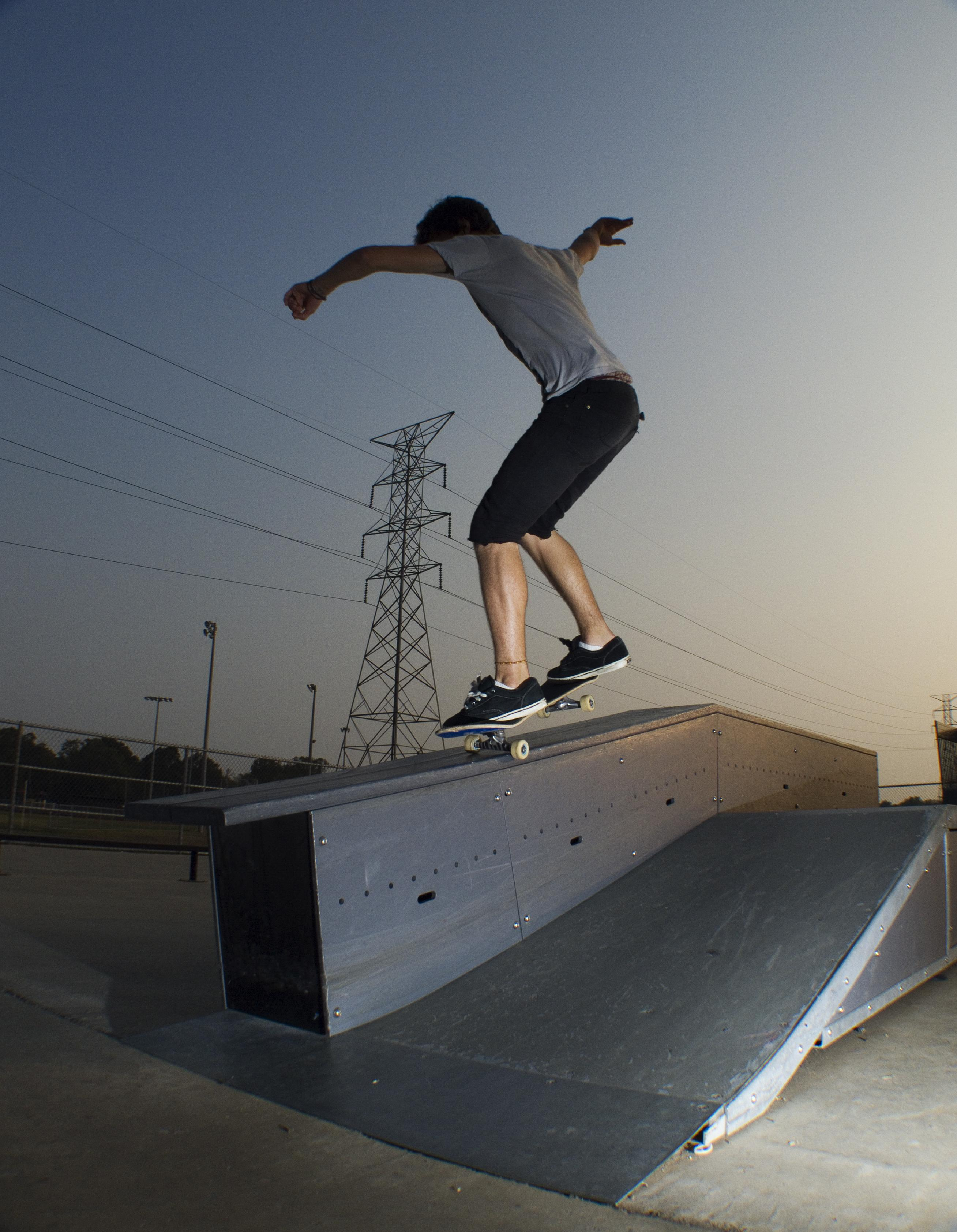
Un nosegrind, Nashville (TN).

### Nosegrind
In un nosegrind, il truck anteriore è a contatto con l'ostacolo, mentre quello posteriore è sospeso sopra di esso. È simile al nose manual (un manual in cui lo skater cerca di bilanciarsi sulle due ruote anteriori). Questa manovra trae le sue origini dallo skateboard vert: Neil Blender eseguiva infatti i cosiddetti "New deal" (un nose pivot, ossia uno stall in cui i truck anteriori toccano il coping in cima a una rampa, seguito da un disaster, dove è il centro della tavola ad entrare in contatto con il coping); dopodiché venne sviluppata un'ulteriore variante, battezzata "Newest deal", in cui, anziché eseguire il disaster, lo skater gira con il nose pivot e ridiscende direttamente nella rampa.

### Crooked grind
I crooked grind sono anche noti come crook, crux, pointer grind e K-grind; quest'ultima dicitura è un rimando al cognome dello skater Eric Koston, a cui viene attribuita la diffusione del trick. È simile a un nosegrind, ma il tail dello skateboard è puntato diagonalmente rispetto all'ostacolo. Questo movimento fa sì che anche l'estremità anteriore della tavola entri in contatto con il rail o la sporgenza da grindare. A causa dell'assenza di testimonianze e altre prove storiche, per ora non è possibile determinare l'identità del creatore del crooked grind. Nel video della compagnia H-Street Skateboards Next Generation, il crooked grind viene eseguito sia da Eric Koston che da un altro skater professionista, Dan Peterka. Per questo motivo, sia l'uno che l'altro vengono visti come i co-creatori di questo trick.

### Overcrook grind
L'overcrook grind, noto anche semplicemente come overcrook od overcrux, è simile al crooked grind ma, come suggerisce il nome, il tail dello skateboard è rivolto verso l'interno, puntato quindi verso il lato opposto dell'ostacolo.

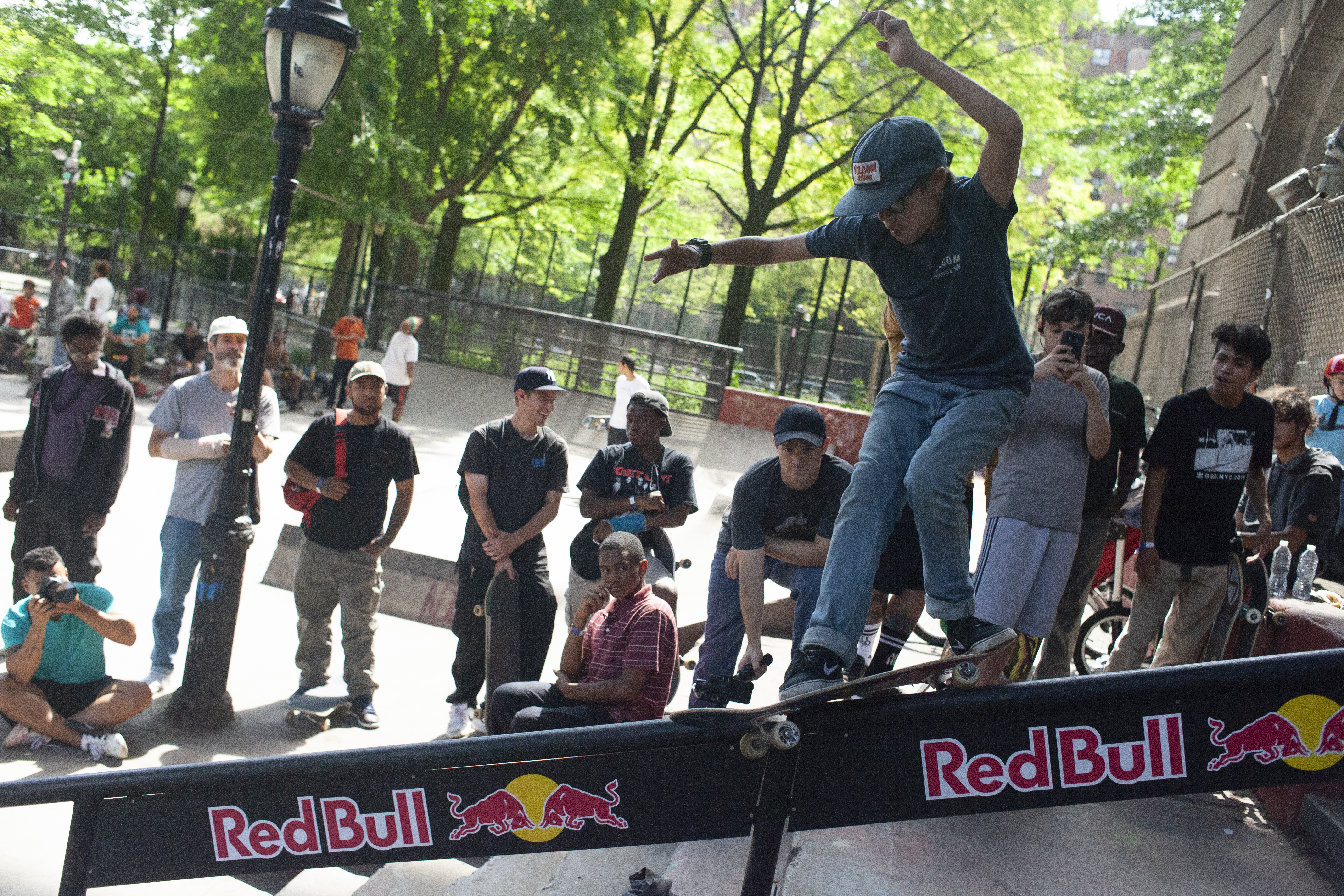
Un feeble grind eseguito dallo skater professionista Jiro Platt, Brooklyn, New York (NY).

### Feeble grind
Nel feeble grind è il truck posteriore a grindare il rail, mentre quello anteriore è sospeso accanto al suo lato opposto. Questo grind fu inventato nel 1986 dallo skater professionista Josh Nelson, che lo eseguiva spesso sugli ostacoli montati nel celebre Skate Ranch di Del Mar, in California. Il nome feeble grind venne ideato dall'amico Sean Donnelley, il quale utilizzava spesso il soprannome "the feeb" per riferirsi a Nelson per via del suo aspetto emaciato e le numerose ferite causate dalla pratica dello skateboard ("feeble", in inglese, significa "debole", "fiacco").

### Salad grind
Questo grind fu introdotto dallo skater professionista Eric Dressen a cavallo tra gli anni ottanta e novanta. Il salad grind, che consiste nell'alzare il truck anteriore e puntare, allo stesso tempo, il tail della tavola verso il basso, si può eseguire sia nello skateboard street che in quello vert. Anche in questo caso è il truck posteriore che grinda sull'ostacolo. Questo trick è come un feeble grind dove, però, il nose della tavola è rivolto verso l'alto. Viene talvolta descritto anche come un crooked 5-0. Il termine "salad" deriva dal soprannome di Eric, basato a sua volta su un gioco di parole tra il suo cognome, "Dressen", e la parola "dressing" (cf. "salad dressing", ossia "condimento per l'insalata").

### Willy grind
Questo grind venne popolarizzato dallo skater professionista Willy Santos ma, al contrario di quanto possa suggerire il nome del trick, egli non ne fu l'autore. La creazione del trick è da attribuirsi invece a Derek Williams, sponsorizzato dalla compagnia Santa Cruz Skateboards: la nomenclatura "Willy" deriva, infatti, dal cognome di quest'ultimo. Il Willy grind viene eseguito di rado per via delle sue qualità estetiche non desiderabili. È simile a un nose grind, dove è il truck anteriore a trovarsi a contatto con la superficie dell'ostacolo. Quello posteriore, però, rimane sospeso al di sotto del livello dell'oggetto grindato. Si può quindi descrivere come uno Smith grind "al contrario". Il Willy grind è anche noto con i nomi "lazy grind", "nosesmith", "anchor grind"  e "scum grind".

### Losi grind
Il Losi grind prende il suo nome dallo skater Allen Losi, il primo ad averlo reso popolare. Si può descrivere come un overcrook con il tail sospeso al di sotto del rail, oppure come un Willy con il tail rivolto dalla parte opposta dell'ostacolo. È anche noto come "nosefeeble", "over-Willy", "over-scum" o "bag-lady grind".

### Hurricane grind
Le variazioni hurricane consistono in un ollie 180 che termina in una sorta di Smith o feeble. Si può parlare, più precisamente, di 180 to fakie feeble grind seguito da un 180 back out: un giro di 180° seguito da un grind eseguito sul truck posteriore (in fakie, quindi con il tail rivolto verso la direzione di marcia), e un'altra rotazione di 180° una volta giunti alla fine dell'ostacolo per poter riatterrare nella posizione di partenza. L'hurricane grind prevede sempre questo 180  finale; in caso contrario, la stance verrà specificata nel nome del trick (e.g. "hurricane to fakie"). La versione in backside di questo trick venne eseguita per la prima volta da Neil Blender nel 1985; quella in frontside, invece, venne realizzata da Tony Hawk nel 1988. Questo trick venne ripreso per la prima volta nel cortometraggio di Stacy Peralta Future Primitive, durante il breve cameo di Blender sulla rampa di Lance Mountain.

### Sugarcane grind
Il sugarcane grind è un alley-oop 180 to fakie Smith grind. L'alley-oop, eseguito sulle rampe vert, è un ollie in cui la direzione della rotazione è opposta a quella laterale seguita dal corpo. Questa fase gira lo skateboard di 180 gradi, rendendo fakie lo Smith grind che segue. Il movimento necessario per il sugarcane è simile a quello del lipslide (dove il truck posteriore deve passare oltre l'ostacolo); l'unica differenza sta nella rotazione, che deve far sì che il truck posteriore entri a contatto con l'ostacolo. Il sugarcane grind viene generalmente eseguito sulle rampe; su strutture street come i rail, invece, sono caratterizzate da un ollie 180 in e uno out, che riporta lo skater nella stance di partenza.

### Novacane grind
Il novacane grind consiste in un alley-oop 180 to switch feeble grind, seguito da un 180 back out che riporta lo skater nella stance di partenza. In parole semplici, si tratta di un ollie con un giro di 180° in frontside nella direzione opposta a quella di marcia, che permette a chi esegue il trick di grindare l'ostacolo nella stance switch (ossia con il piede dominante di fronte) con il truck posteriore (feeble grind). Il movimento risultante è simile a quello del sugarcane; l'unica differenza è che il contatto con la superficie da grindare è in switch feeble e non fakie Smith.

### Bennett grind
Il Bennett grind prende il suo nome dallo skater professionista Matt Bennett. Per eseguirlo, lo skater deve avvicinarsi all'ostacolo in frontside ed eseguire un backside 180 ollie per salirvici. Il grind risultante è un backside Smith in switch. A differenza del novacane, il 180 eseguito all'inizio è backside anziché frontside. Questo trick è pertanto caratterizzato da una posizione iniziale rispetto all'ostacolo esclusivamente in frontside.

### Barley grind
Il Barley grind si può anche descrivere come la forma opposta del Bennett. Per eseguirlo, lo skater deve avvicinarsi all'ostacolo in backside, eseguendo successivamente un frontside 180 to switch frontside Smith. Questo trick è pertanto caratterizzato da una posizione iniziale rispetto all'ostacolo esclusivamente in backside.

### Suski grind
Il Suski grind prende il suo nome dallo skater professionista Aaron Suski. È simile al 5-0, ma il truck anteriore è rivolto verso l'esterno come in uno Smith grind. La differenza tra quest'ultimo e il Suski è da identificarsi nell'angolo assunto dalla tavola: anziché essere puntata verso il basso, essa è rivolta verso l'alto. Si può anche descrivere come uno Smith grind rialzato (o blunted, cioè con il tail rivolto verso il basso).

### Caveman grind
Anziché effettuare un ollie per salire su un rail, lo skater inizia un caveman grind con la tavola in mano, per poi lanciarlo sull'ostacolo nella posizione del grind desiderato e saltarvici sopra, scivolando in avanti e portando così a termine il grind.

### Layback grind
Il layback grind è una variazione di grind che può essere sia in frontside che backside, appartenente allo skateboard vert ed eseguito, quindi, sui coping delle rampe. In un layback grind lo skater deve piegarsi all'indietro (da cui l'espressione "layback") e mettere la mano posteriore sulla superficie grindata (o di fianco ad essa), come per spingersi in avanti e prolungare la durata del grind. Il membro del team Bones Brigade Jay Smith ne eseguì una delle prime versioni frontside posizionando la mano al di sotto del coping, all'interno della rampa. Lo stile che ne risulta ricorda molto quello del surf. Nel 1979 Duane Peters riuscì a mettere anche la mano sul coping, estendendo quindi la tavola sul deck, ossia la parte orizzontale in cima alla rampa; la variazione del layback risultante è nota anche come "layback roll-out". La versione in backside venne introdotta lo stesso anno da Eddie "El Gato" Elguera.

### Primo grind
Un grind appartiene alla categoria primo quando viene eseguito con i piedi sul bordo della tavola, impostata con il lato lungo rivolto verso il basso (girata, quindi, di 90° sull'asse longitudinale).

### Body varial grind
Un grind è della tipologia body varial quando, durante il grind stesso, lo skater compie un giro di 180° con il proprio corpo. Si può eseguire esclusivamente con i grind che non necessitano di alcun tipo di pressione su determinate parti della tavola (e.g. il 50-50), poiché il body varial richiede una breve finestra di tempo in cui nessuno dei due piedi è a contatto con la tavola.

### Overturn grind
Per eseguire un overturn si deve iniziare il grind con un 5-0, per poi trasformarlo in un crooked grind in posizione switch. Per rendere possibile tale manovra, è necessario girare corpo e tavola di 180°. L'overturn ha diverse variazioni: si può eseguire sia in frontside che backside, e può partire da un crooked grind e finire in un 5-0. Vi sono anche diversi modi per scendere dal rail: in fakie, con un revert, etc.

### Crail grind
Questo grind consiste in un 5-0 eseguito con un nosegrab della mano posteriore, ossia utilizzando quest'ultima per afferrare l'estremità anteriore della tavola.

### Seatbelt grind
Come suggerisce il nome, questo grind viene eseguito con un seatbelt grab, nel quale il tail dello skateboard viene afferrato dalla mano anteriore.

### Coffin 50-50 grind
Il coffin 50-50 consiste nello sdraiarsi a pancia in su sulla tavola (la cosiddetta posizione "coffin") nel mezzo dell'esecuzione di un 50-50 grind. Venne eseguito nel 2004 dallo skater professionista Mark Nicolson nel video Squadrophenia di Death Skateboards.

### Tailblock grind
Il tailblock grind è, più precisamente, uno slide eseguito sul tail, ossia l'estremità posteriore dello skateboard. Allo stesso tempo viene effettuato un nosegrab, in cui lo skater utilizza la mano anteriore per afferrare la punta della tavola. Questo trick si può eseguire sia nello skateboard vert che in quello street.

### Hang-ten nosegrind
Per eseguire un hang-ten nosegrind è necessario assumere la posizione hang-ten, in cui entrambi i piedi sono posizionati sul nose, ossia l'estremità anteriore della tavola. La posizione deve rimanere tale durante tutta la durata del grind. Puntando il tail diagonalmente, si ottiene un hang-ten crooked grind.

### Handstand grind
In un handstand grind lo skater deve mettersi in posizione handstand, cioè a testa in giù, con le mani a contatto con il griptape. Per eseguirlo è necessario un ostacolo abbastanza lungo, poiché è possibile entrare nella posizione handstand solamente dopo aver iniziato il grind.